# Grupa Gutai
Grupa Gutai (jap. 具体美術協会 Gutai Bijutsu Kyōkai; Stowarzyszenie Sztuk Pięknych - Konkretność) – stowarzyszenie artystycznej awangardy w Japonii.

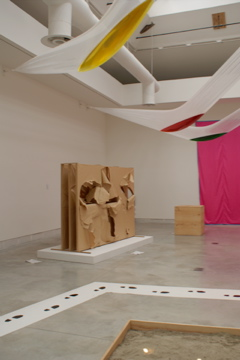
Przestrzeń poświęcona grupie Gutai podczas Biennale di Venezia w 2009.

Stowarzyszenie zostało utworzone w 1954 r., w Osace. Do założycieli należą: Jirō Yoshihara, Akira Kanayama, Saburō Murakami, Kazuo Shiraga i Shōzō Shimamoto. Grupa została rozwiązana po śmierci Yoshihary w 1972 r.
Przewodniczącym stowarzyszenia był Jirō Yoshihara, jeden z najważniejszych malarzy towarzystwa artystycznego Nika-kai (założonego w roku 1914, proklamującego odejście od kanonu oficjalnych wystaw sztuki organizowanych przez japoński rząd).
Prowadzona myślą Yoshihary: „nie imitujcie innych i twórzcie to, czego nikt nie zna”, grupa Gutai zawzięcie kreowała nową koncepcję sztuki wolnej od wszelkiej tradycji, wystawiając nie tylko w galeriach, ale i na otwartej przestrzeni i na scenie. Yoshihara w 1956 r. napisał manifest artystyczny grupy Gutai, który miał między innymi wyrażać fascynację wewnętrzną esencją życia, objawiającą się w procesie destrukcji i rozpadu rzeczy.
Pierwsze wystawy Gutai w 1955 i 1956 zawierały serie prac łączonych później z happeningiem, performance i sztuką konceptualną.
Challenge to the Mud Shiragi, w której artysta noszący jedynie przepaskę na biodrach tarza się w błocie, pozostaje pracą najczęściej kojarzoną z grupą Gutai. W 1955 Saburō Murakami stworzył performance Laceration of Paper w którym przebiegł przez rząd japońskich, papierowych ścian. Kazuo Shiraga używał swoich stóp do malowania na wielkich płótnach rozciągniętych wzdłuż podłogi. Od roku 1950 Shōzō Shimamoto malował obrazy na sklejonych warstwach gazet po czym je dziurawił, odwołując się do dziurawych prac Lucio Fontany. W 1954 Murakami stworzył serię obrazów, rzucając sączoną w tuszu piłkę na papier. Shimamoto zaś w 1956 tworzył tzw. rzuty koloru, rozbijając szklane naczynia napełnione pigmentem na rozłożonych na podłodze płótnach.
Historyk sztuki Yve-Alain Bois twierdzi iż artystyczne aktywności grupy Gutai w połowie lat 50. tworzą jeden z najistotniejszych momentów w kulturze powojennej Japonii.
Największe zbiory prac grupy Gutai znajdują się w Miejskim Muzeum Sztuki i Historii w Ashiya. W roku 1999 w Galerie Nationale du Jeu de Paume w Paryżu odbyła się retrospektywa dokonań grupy, zaś podczas Biennale di Venezia w 2009 poświęcono im przestrzeń retrospektywną.